# Amédée Louis Michel Le Peletier

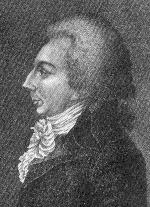
Le Peletier (1770–1845)

Amédée Louis Michel Le Peletier, comte de Saint-Fargeau, häufig auch Lepeletier geschrieben, (* 9. Oktober 1770 in Paris; † 23. August 1845 in Saint-Germain-en-Laye) war ein französischer Entomologe.
Le Peletier war der Halbbruder von Louis-Michel Le Peletier de Saint-Fargeau (1760–1793) und der Bruder von Félix Lepeletier (1767–1837).
Er zeigte ein reges Interesse an Hautflüglern (Hymenoptera). Ab 1832 wurde Le Peletier Archivar an der Société entomologique de France, der Entomologischen Gesellschaft Frankreichs, zu deren Präsidenten er im darauf folgenden Jahr gewählt wurde. Dieses Amt hatte er bis zu seinem Lebensende inne.

## Werke
- Histoire naturelle des insectes. Hyménoptères. Roret, Paris 1836–46 p.m.
- Memoires sur le G. Gorytes Latr. Arpactus Jur. Paris 1832.
- Monographia tenthredinetarum, synonimia extricata. Levrault, Paris 1823–25.
- Mémoire sur quelques espéces nouvelles d’Insectes de la section des hyménoptères appelés les portetuyaux et sur les caractères de cette famille et des genres qui la composent. Paris 1806.
- Défense de Félix Lepeletier. Vatar, Paris 1796/97.